# Karl Mellinger

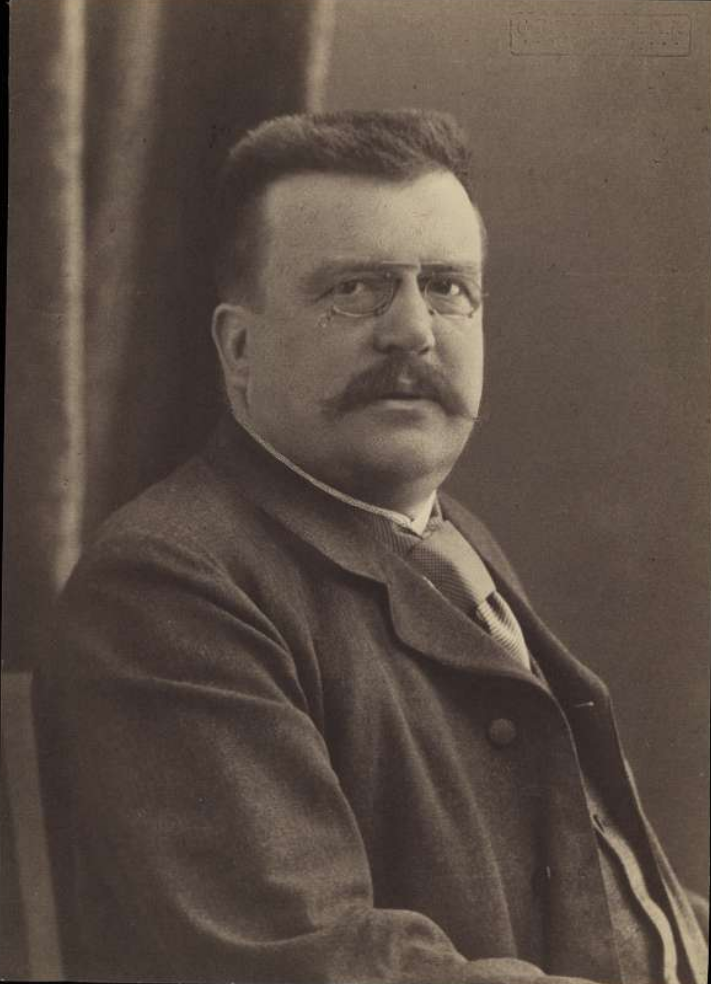
Karl Mellinger

Karl Mellinger (* 26. November 1858 in Mainz; † 21. Mai 1917 in Basel) war ein deutscher Ophthalmologe.

## Leben
Mellinger war ein Sohn des Mainzer Fabrikanten Dr. Carl Mellinger. Nach dem Abitur am Rabanus-Maurus-Gymnasium studierte er an den Universitäten von  Zürich, Basel und Wien Medizin. 1876 wurde er im Corps Tigurinia Zürich recipiert. In Basel promovierte er 1887 zum Dr. med. und habilitierte sich bald darauf, 1888 wurde er auch Basler Bürger. Im Jahre 1896 wurde er zum außerordentlichen und 1900 zum ordentlichen Professor für Augenheilkunde an der Universität Basel ernannt. In der von Heinrich Schiess-Gemuseus gegründeten Augenklinik war er von 1889 bis 1896 Assistenzarzt und Stellvertreter des Oberarztes, von 1897 bis zu seinem Tod 1917 Chefarzt, daneben führte er eine umfangreiche Privatpraxis. Mellinger war ein hervorragender Dozent; als Forscher entwickelte er die subkonjunktivale Kochsalzinjektion (Injektion unter die Bindehaut) und verbesserte die Entfernung von Eisensplittern mit Hilfe des Magneten.

## Schriften (Auswahl)
- Ein neuer, leicht zerlegbarer, selbstthätiger Ecarteur, ohne jede Schraubenvorrichtung. Basel 1893.
- Schädlicher Einfluss des Cocainum muriaticum auf die erste Vereinigung von Hornhautwunden, mit spezieller Berücksichtigung der mit Anwendung dieses Mittels vorkommenden Störgungen im Heilverlauf von Extractionswunden. Basel 1893.

## Herausgeber
- Beiträge zur Augenheilkunde. Bei Anlass des 25jährigen Professoren-Jubiläums von Herrn Prof. Schiess-Gemuseus. Basel 1893.
- Universitätsaugenklinik und Augenheilanstalt Basel 1864-1914. Zur Erinnerung an ihr 50-jähriges Bestehen. Basel 1915.